# サラマンカ
サラマンカ（Salamanca）は、スペイン・カスティーリャ・イ・レオン州サラマンカ県のムニシピオ（基礎自治体）。サラマンカ県の県都である。
スペインを代表する大学街であり、大学や大聖堂のあるサラマンカ旧市街全体が、ユネスコの世界遺産に登録されている（サラマンカの旧市街を参照）。

## 地勢・産業
農作物の集散地であり、食品加工などが盛ん。化学製品や陶器製造なども行われている。近隣の都市としては、約110キロ北東にバリャドリッド、130キロ東にセゴビアが位置している。
シューベルトの歌劇『サマランカの友人たち』（1815年、シューベルト18歳）は、ここを舞台に描かれる。
2008年のアメリカ映画『バンテージ・ポイント』は、サラマンカの広場を舞台としている。

## 歴史

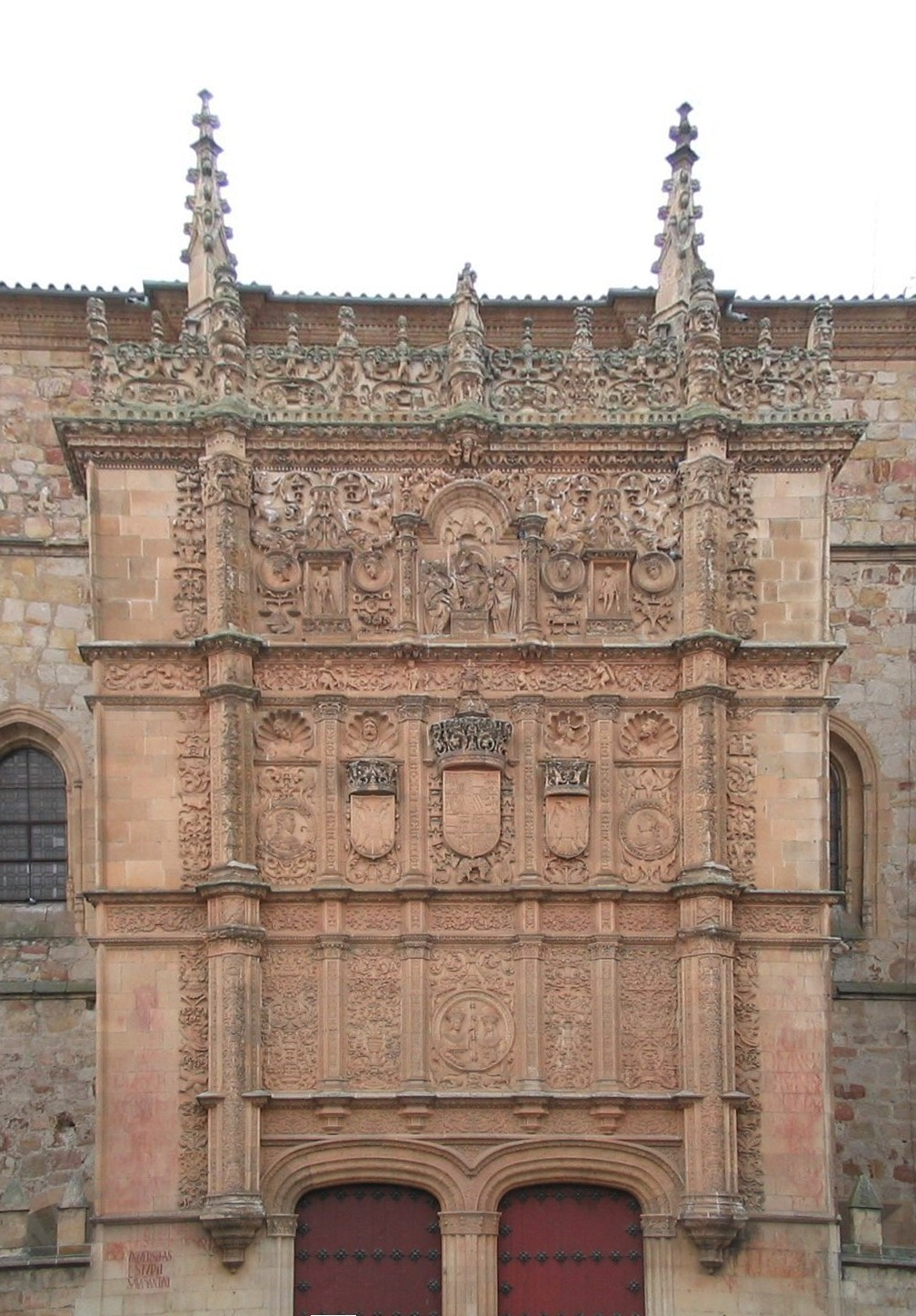
サラマンカ大学

都市名の由来は明らかではないが、古代ギリシャではヘルマンティケ (Helmantike、「予言の地」の意) と呼ばれており、一方でプトレマイオスはサルマティカあるいはサルマンティカ (Salmatica、Salmantica)、プルタルコスはヘルマンディカ (Hermandica) とした。またセリウムやセンティカ (Selium、Sentica) と呼ばれることもあった。古代ローマ帝国の時代にはサルマンティカ (Saimantica) として知られ、交通の要所として重要な役割を果たした。トラヤヌス帝の時代に建てられたローマ橋 (18世紀に再建築) が有名である。8世紀よりイスラーム勢力の支配下におかれたが、その後11世紀後半にキリスト教勢力によって奪回された。
1218年にレオン王国のアルフォンソ9世のもとでスペイン最古の大学サラマンカ大学が建てられた。この大学で、「新大陸」の統治にむけての法的整備や、対抗宗教改革（反宗教改革）の諸思想が形成された。
20世紀のスペイン内戦では、フランコ側の重要な拠点となった。

## 観光
サラマンカはマドリードから鉄道で2時間半の距離にある。
- マヨール広場

フェリペ5世が建てた広場。
- カテドラル

サラマンカ旧大聖堂 - 12世紀のロマネスク様式の旧カテドラル
サラマンカ新大聖堂 - 1513年から1733年にかけて造られたゴシック様式の新カテドラル
- サラマンカ大学

大学正面のレリーフが見どころ。
- 貝の家

15世紀に建てられた騎士の家。
- サン・エステバン修道院（スペイン語版）

17世紀に造られたドミニコ会の修道院。

## 文化

### スポーツ
サッカー
- UDサラマンカ - 1923年設立。1970年代から1990年代にかけて合計12シーズン、プリメーラ・ディビシオンに所属していた。しかし、2013年に財政難が原因で解散した。その後、以下2つのクラブが後継クラブとして設立されている。
- ウニオニスタス・デ・サラマンカCF - 2013年設立。現在はプリメーラ・ディビシオンRFEFに所属している。
- サラマンカCF UDS - 2013年設立。現在はセグンダ・ディビシオンRFEFに所属している。

バスケットボール
- CBアベニーダ - 1988年設立。女子チームとして2010-11シーズンに女子ユーロリーグ優勝を果たすなど、欧州の女子バスケットバールを代表するクラブである。

## 姉妹都市
- コインブラ、ポルトガル
- ニーム、フランス
- ヴュルツブルク、ドイツ
- ブルッヘ、ベルギー
- ブエノスアイレス、アルゼンチン
- ケンブリッジ、イングランド

参考文献：『地球の歩き方 スペイン 2004～2005年度版』ダイヤモンド・ビッグ社

## 出身者
- ビセンテ・デル・ボスケ - サッカー選手、サッカー指導者。元スペイン代表でもあり、指導者として同代表を2010 FIFAワールドカップ優勝に導いた。
- アルバロ・アルベロア - サッカー選手。スペイン代表として2010 FIFAワールドカップに出場した。

## ギャラリー
- マヨール広場
- 新カテドラル
- 貝の家
- サン・エステバン修道院
- 旧カテドラル